# Battaglia di Mossul (1745)
La battaglia di Mossul vide affrontarsi l'Impero persiano e quello ottomano nel corso della guerra del 1743-1746. Dopo esser venuto a conoscenza della notizia che due armate ottomane provenienti da ovest marciavano verso i confini dei suoi domini, lo scià di Persia, Nadir Shah, divise anch'egli le sue forze in due. Un contingente venne posto al comando del figlio di Nadir, Nasrollah Mirza, e l'altro comandato da lui personalmente. Nasrollah Mirza si portò ad ovest, in modo da trovare e distruggere l'esercito turco.

## La battaglia
Il comandante ottomano marciò nell'Eyalet di Mossul dove si unì alle forze ottomane locali e ad un corpo significativo di ausiliari curdi. I persiani riuscirono ad infliggere una pesante sconfitta ai turchi. La durezza della sconfitta ottomana fu tale che Nassrollah Mirza scrisse a suo padre Nadir chiedendogli il permesso di attuare un'invasione su vasta scala dell'Iraq ottomano. La lettera raggiunse Nadir Shah l'ultimo giorno della battaglia di Kars, dove Nadir ottenne una grandiosa vittoria su Yegen Pasha.

## Conseguenze
Entrambe le vittorie costrinsero gli ottomani a scendere a negoziati coi persiani. Con le proprie armate distrutte, Costantinopoli perse ogni possibilità di rivaleggiare militarmente coi persiani. Ad ogni modo, Nadir Shah scelse di non lanciare una controinvasione nell'Impero ottomano, malgrado ne avesse le possibilità. Egli preferì invece perseguire la via della diplomazia per la cessazione delle ostilità.
Dopo alcuni scambi di opinioni, il trattato di Kerden venne sottoscritto e ufficialmente venne posta fine alla guerra nel 1746.